# Boophis doulioti
Boophis doulioti é uma espécie de anfíbio da família Mantellidae.
É endémica de Madagáscar.
Os seus habitats naturais são: florestas secas tropicais ou subtropicais, savanas áridas, savanas húmidas, matagal árido tropical ou subtropical, matagal húmido tropical ou subtropical, pântanos, marismas intermitentes de água doce, pastagens, áreas agrícolas temporariamente alagadas e canals e valas.